# Parafia Najświętszego Serca Pana Jezusa w Solcu Kujawskim
Parafia pw. Najświętszego Serca Pana Jezusa w Solcu Kujawskim – parafia rzymskokatolicka w Solcu Kujawskim, w dekanacie Solec Kujawski w diecezji bydgoskiej. Kościołem parafialnym jest Kościół Najświętszego Serca Pana Jezusa w Solcu Kujawskim.

## Historia
Kościół pierwotnie został wybudowany w latach 1845–1847 dla parafii ewangelicko-unijnej. Świątynia pismem Starosty Powiatowego z dnia 17 lutego i uchwałą Miejskiej rady Narodowej z dnia 25 lutego 1945 r. została przekazana parafii pw. św. Stanisława Bp i M w Solcu Kujawskim. 28 października 1945 r. ks. Franciszek Hanelt dokonał poświęcenia świątyni. Do 1966 r. świątynia była kościołem filialnym parafii św. Stanisława.
10 października 1966 r. utworzono ośrodek duszpasterski. Jego pierwszym rektorem został ks. Zdzisław Lipiński, którego w 1968 r., zastąpił ks. Tadeusz Zabłocki. Decyzją ks. kard. Stefana Wyszyńskiego 7 października 1976 r. świątynia stała się kościołem parafialnym.
W 1990 roku wybudowano plebanię. Obecnie kościół jest najstarszym obiektem murowanym w mieście.
30 czerwca 2022 roku proboszczem został ks. Jarosław Czuliński.
28 sierpnia 2023 roku nowym proboszczem został mianowany ks. Paweł Polcyn. 